# Герб Прилук
Герб Прилу́к (укр. Герб Прилук) — официальный геральдический символ города Прилуки Черниговской области Украины.

## Описание
Описание герба Прилук впервые было составлено Афанасием Шафонским в 1785 году:

Состоит из четырёхугольного продолговатого щита, у которого нижние углы круглые, на нижнем крае посередине острое повышение; на щите в голубом поле золотая с золотыми рогами голова быка, слева направо золотой кривой саблей пронизана так, что конец её наискось у правого уха торчит.

## История
Герб был предоставлен городу не ранее 1592 года, когда князь Александр Вишневецкий начал «ставить слободу» на Прилуцком городище. За основу была взята часть герба рода Вишневецких, которым принадлежал город. Изображение пронзённой мечом головы быка является основным элементом польского дворянского герба «Помян». По сведениям Шафонского, первое известное изображение герба Прилук относится к не сохранившейся городской печати 1600 года. На печати, датированной 1685 годом, присутствует классический вариант герба «Помян», где голову быка пересекает рыцарский меч. Изображённый на гербе клинок выглядит необычно для того времени, так как имеет особое перекрестье на лезвии, предназначенное для слома холодного оружия. Такие мечи использовались ландскнехтами в XV—XVI веках и не применялись на территории Левобережной Украины в XVII веке. Очевидно, изображение устаревшего оружия на гербе было унаследовано от печати XVI века. В XVIII веке западноевропейский рыцарский меч на городском гербе заменяется казацкой саблей. Новый вариант геральдического символа присутствует на печати 1730 года, где его окружает орнамент в стиле казацкого барокко. В 1782 году герб без существенных изменений был утверждён указом императрицы Екатерины II.
Во второй половине XIX века Бернгардом Кёне в рамках унификации геральдической системы Российской империи был предложен новый проект герба. За основу был взят исторический герб Прилук, однако глаза, рога и язык быка были изображены красным цветом, а в верхнем правом углу щита был помещён герб Полтавской губернии. Вокруг щита располагались серебряная каменная корона с тремя зубцами и золотые колосья, перевязанные Александровской орденской лентой. Тем не менее, этот проект в итоге не был утверждён.
В 1917 году герб был упразднён. Вновь утверждён городским советом в 1994 году.

Шляхетский герб «Помян»
Герб Прилуцкого полка{{подст:АИ}}
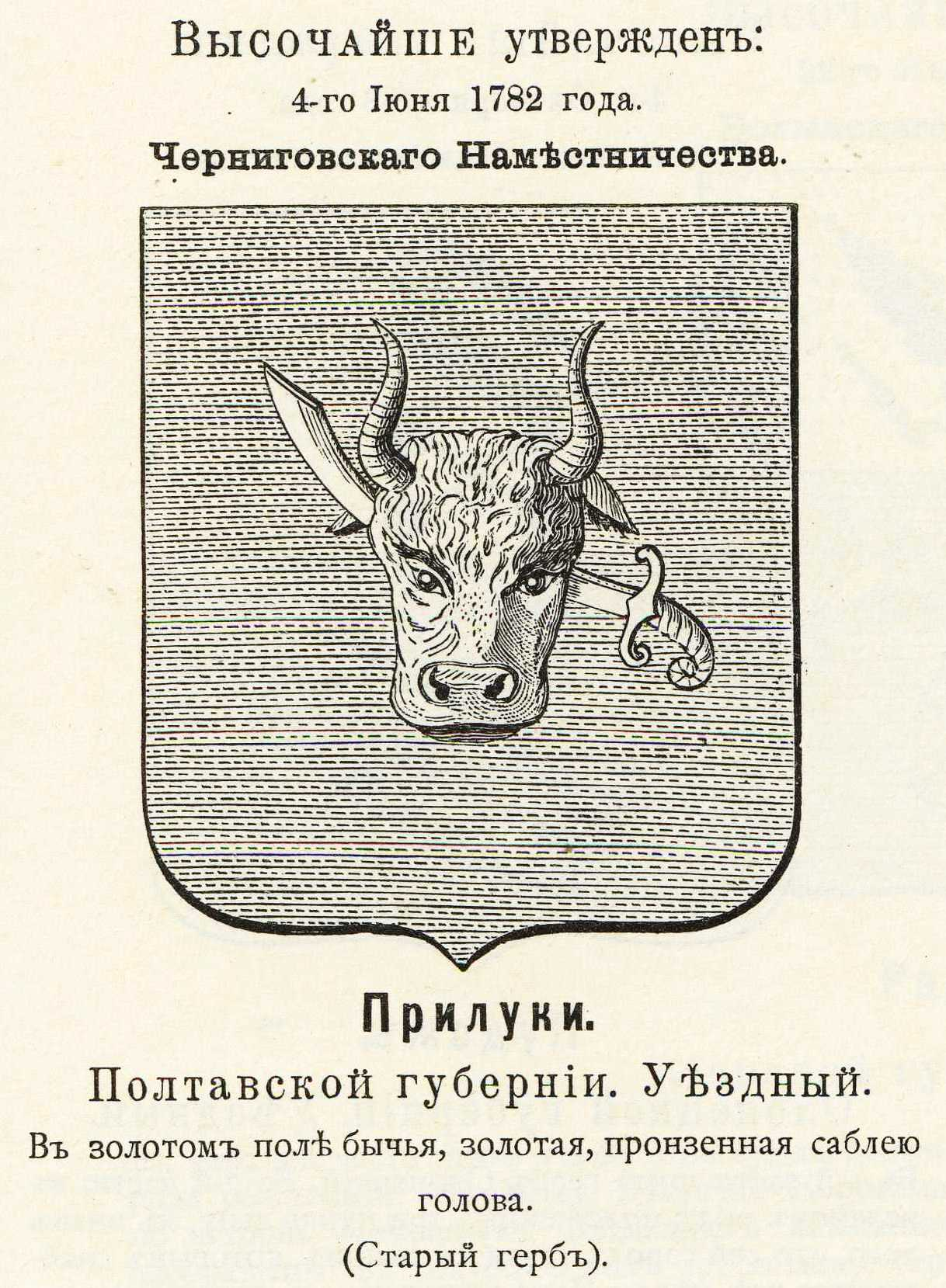
Герб города 1782 г.
Проект герба 1865 г.
Герб города 1994 г.